# Adenophorus tamariscinus
Adenophorus tamariscinus är en stensöteväxtart som först beskrevs av Georg Friedrich Kaulfuss, och fick sitt nu gällande namn av William Jackson Hooker och Grev. Adenophorus tamariscinus ingår i släktet Adenophorus och familjen Polypodiaceae. Utöver nominatformen finns också underarten A. t. montanus.

## Bildgalleri

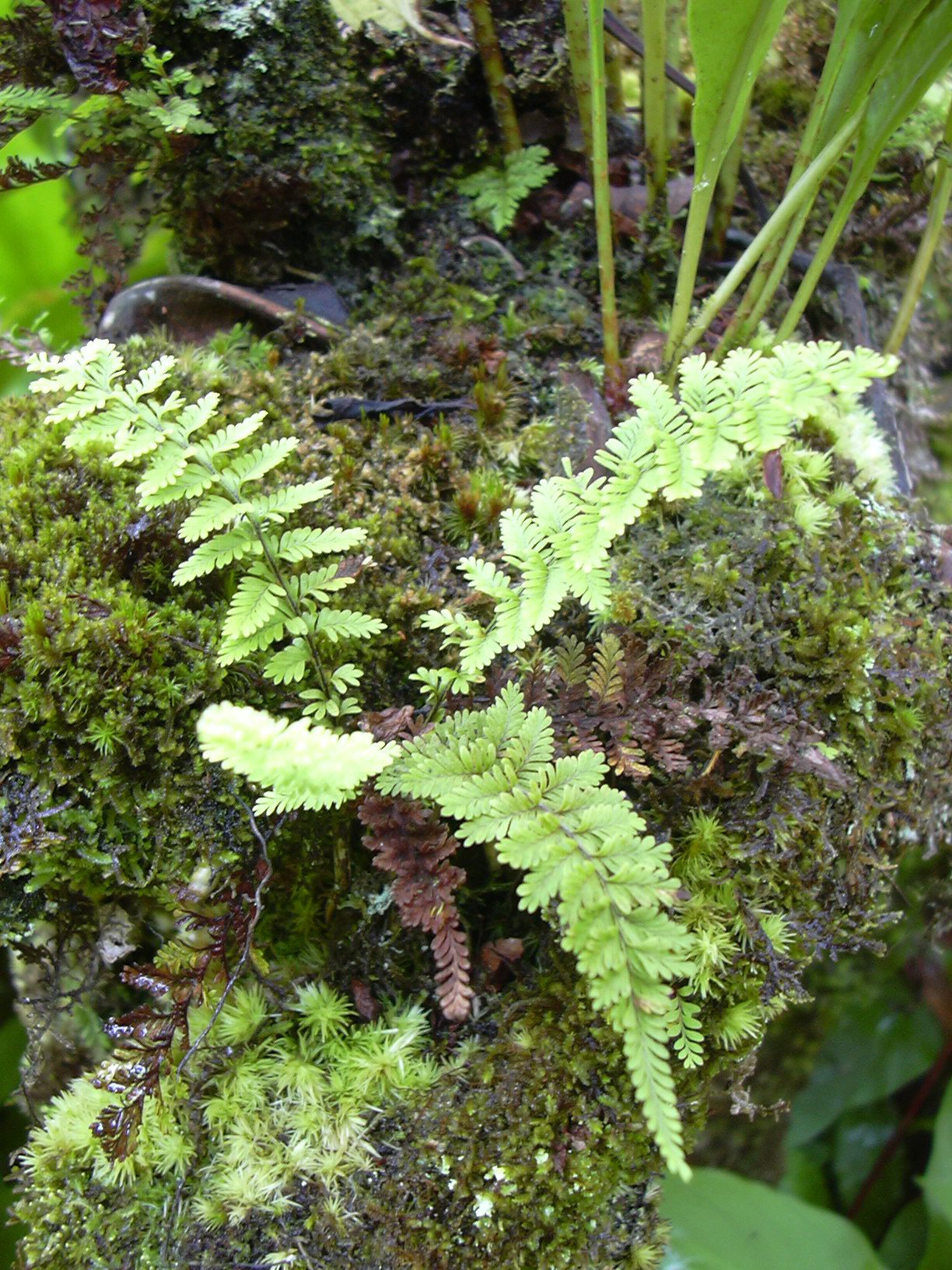
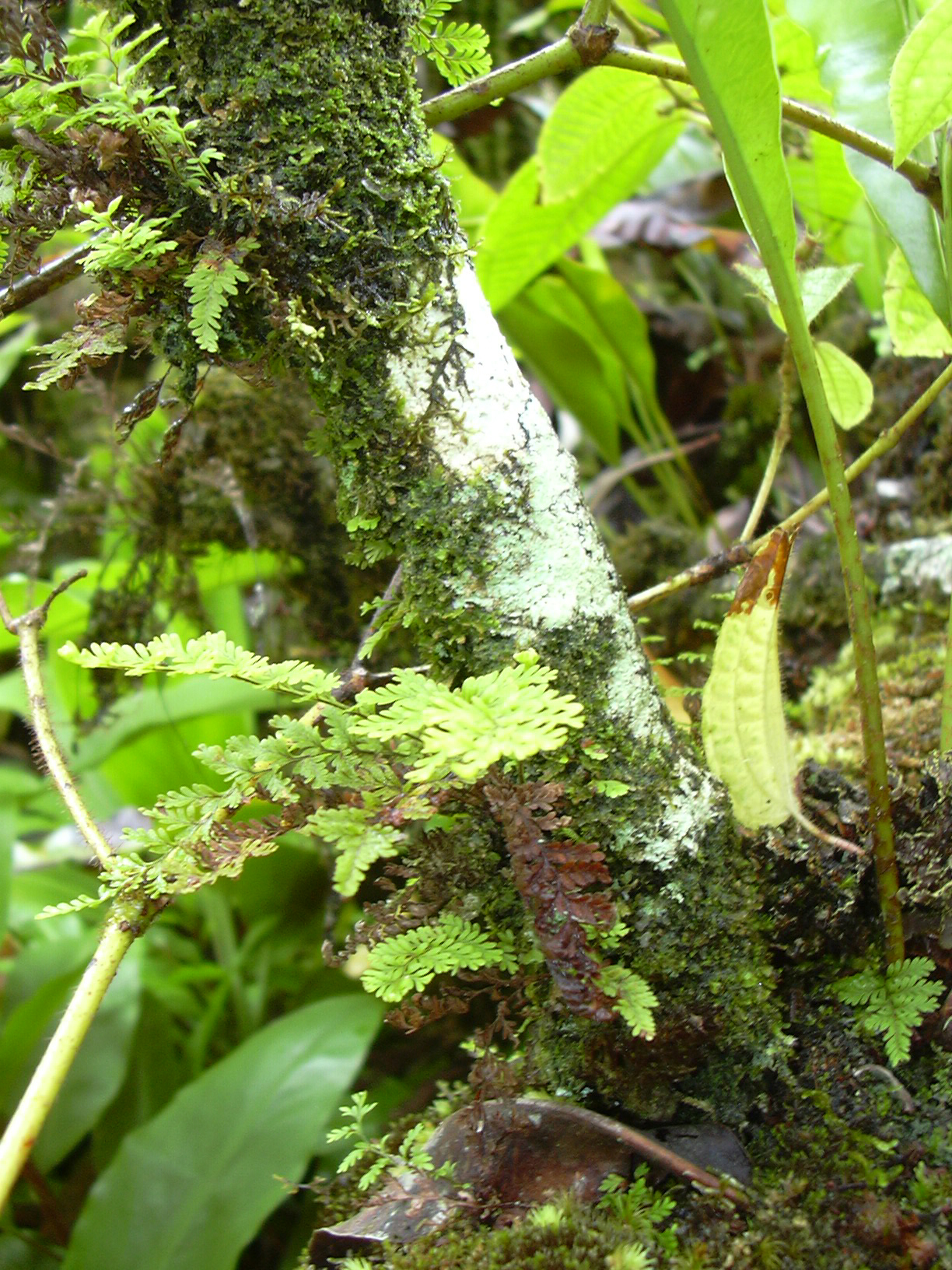
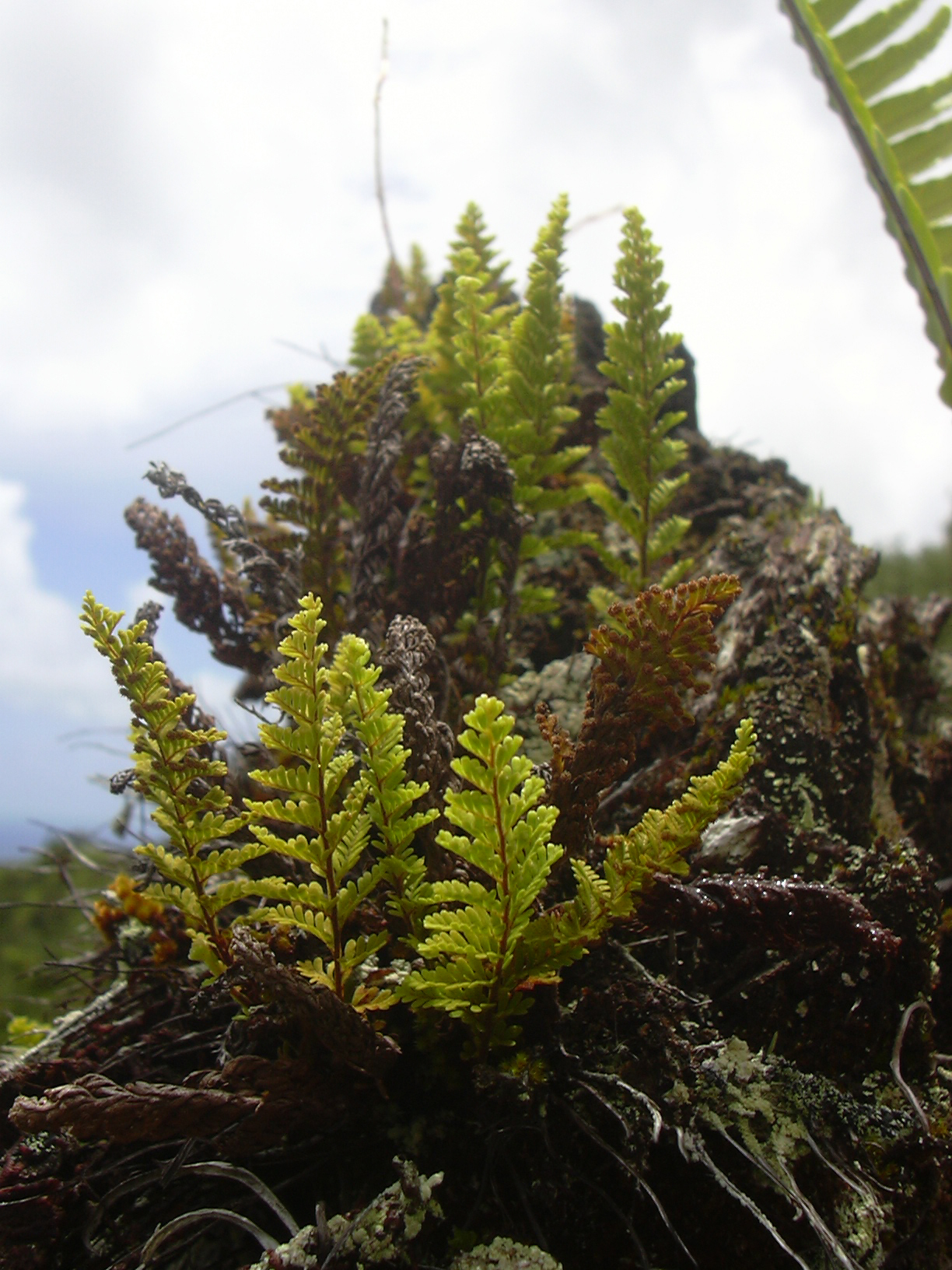
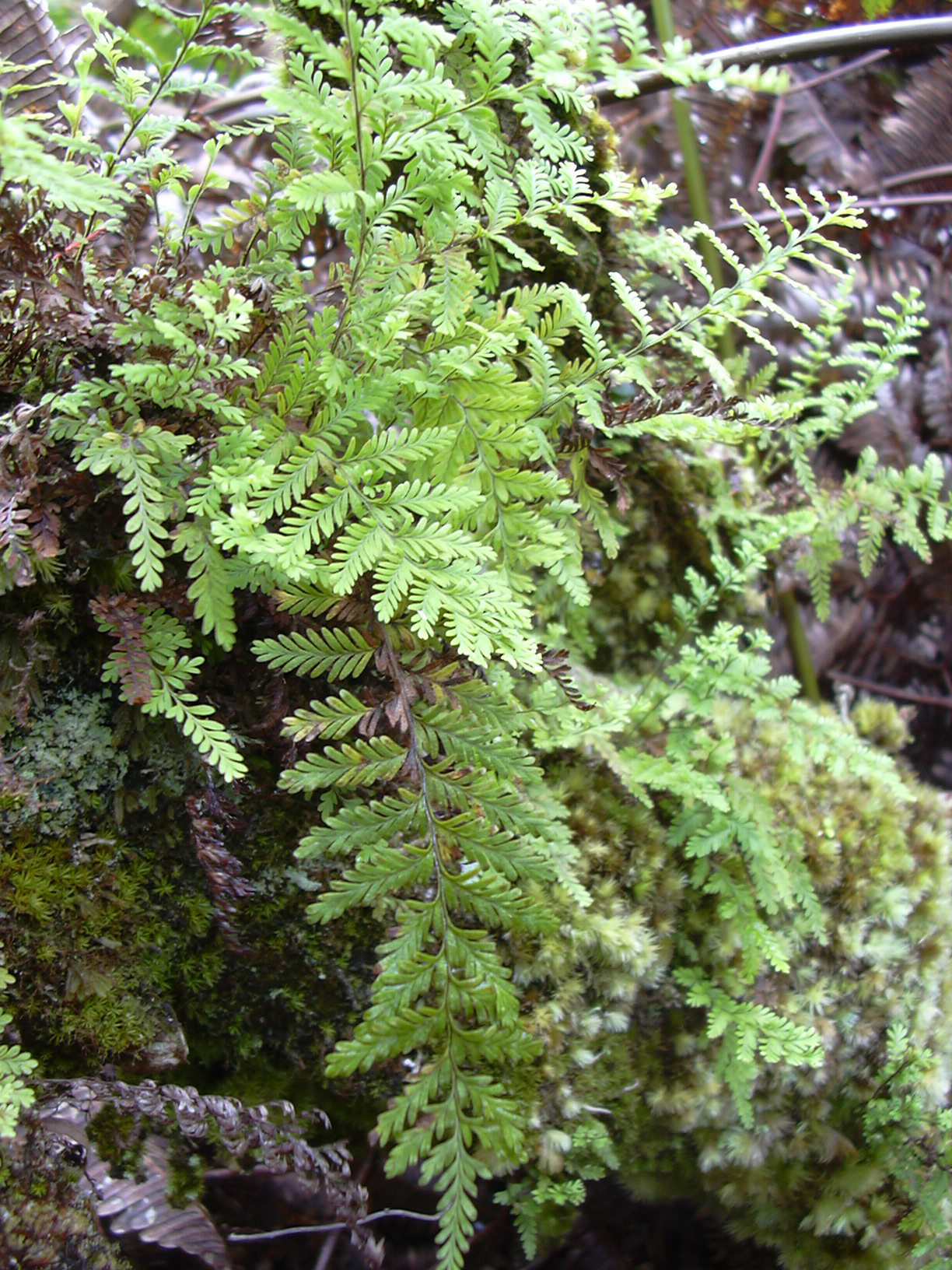
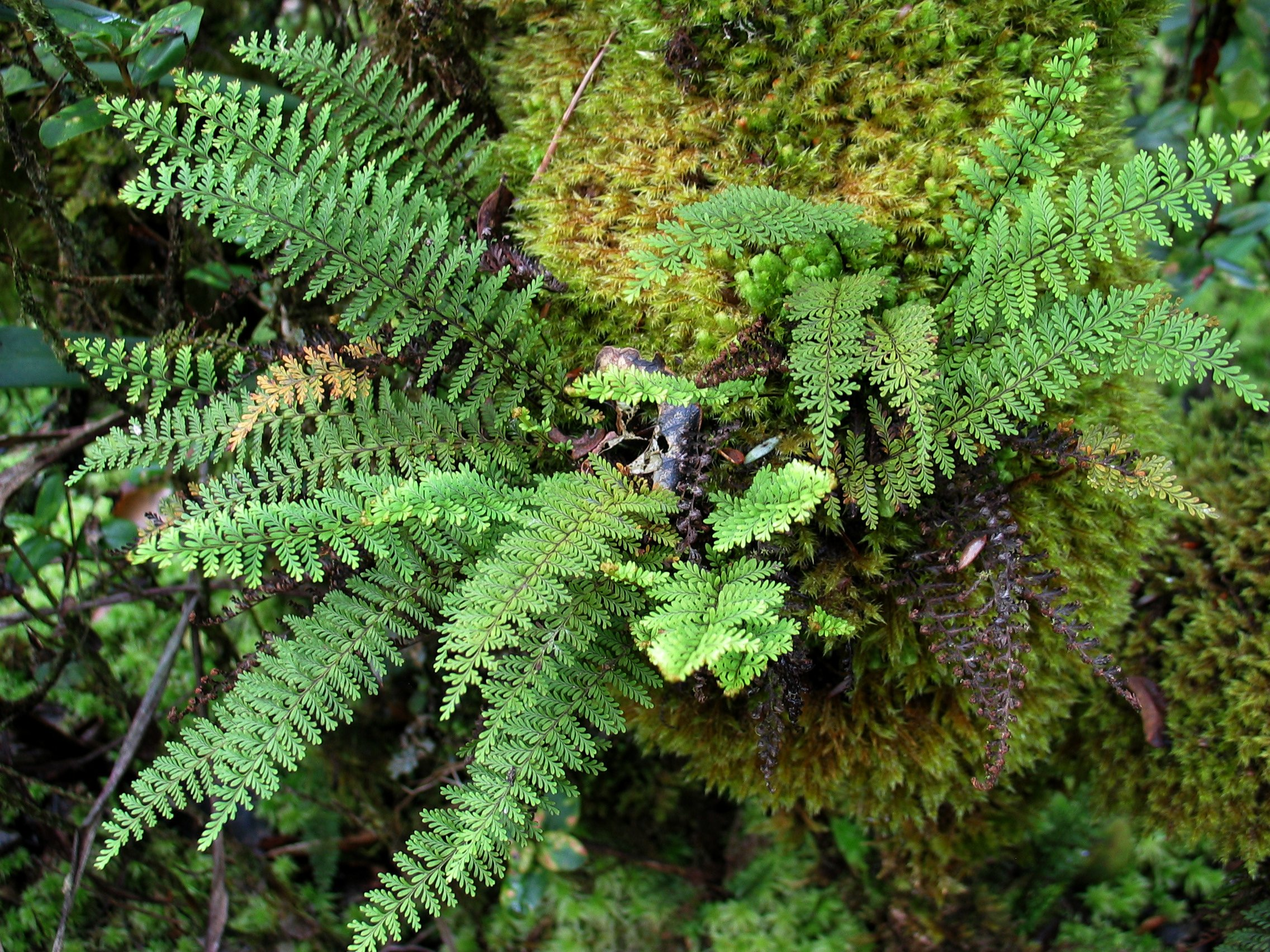
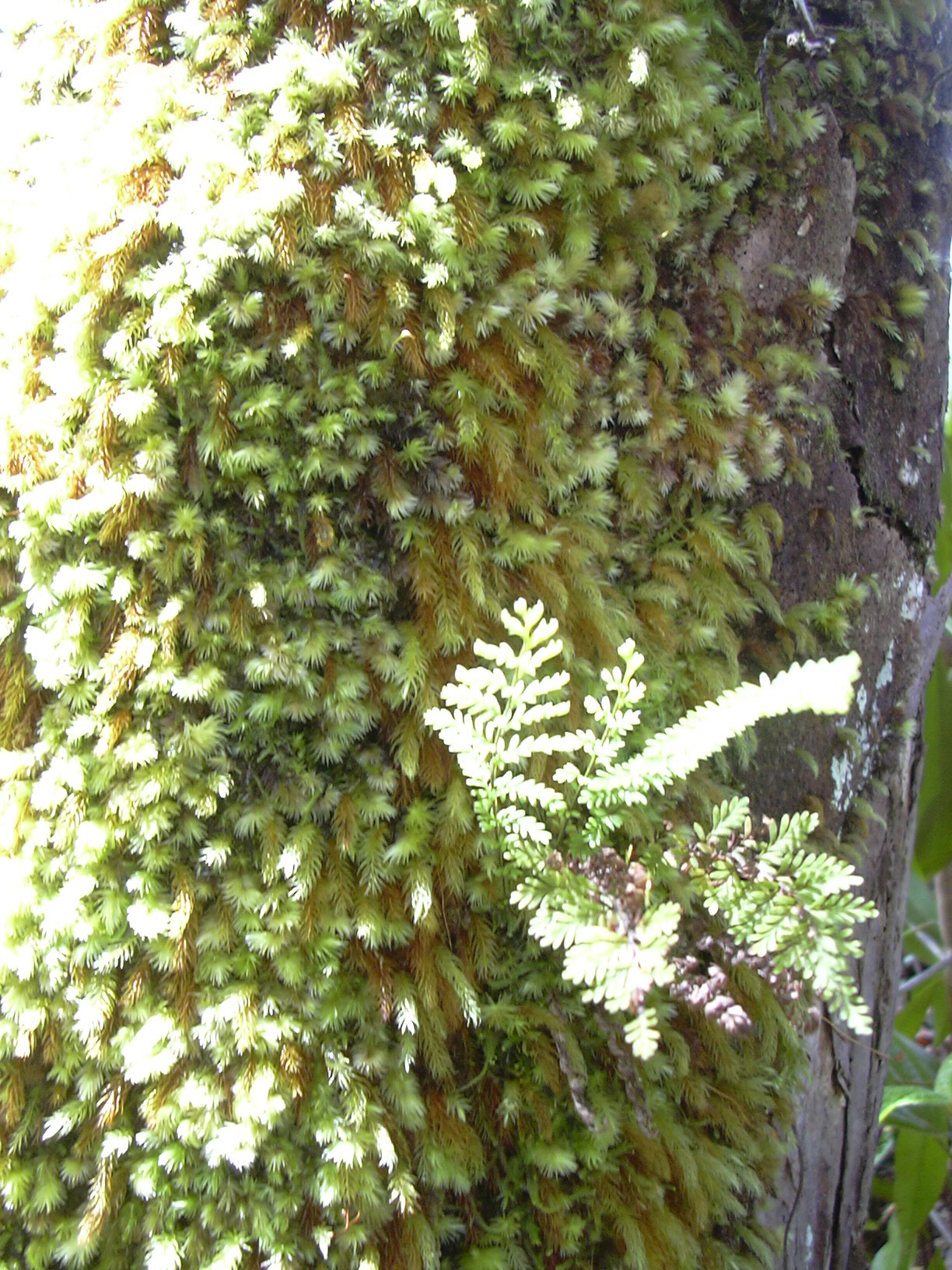